# 帕金森症候群
帕金森症候群（Parkinsonism）是一组类似于帕金森病表现與運動機能相關的临床症候群，以震颤（tremor）、肌强直（rigidity）、运动迟缓（bradykinesia）和姿势不稳（postural instability）等症状为特点。大多数有明确的病因，如血管病、脑外伤、感染后、药物和毒物等。
在帕金森氏症（PD）患者身上會有類似症狀（此症候群因此而得名），而路易氏體失智症（DLB）、帕金森病性失智症（PDD）等疾病也會有此症狀。這類症候群的病因範圍很廣，包括神經退化障礙疾病、藥物、毒素、代謝疾病，或是帕金森氏症以外的神經性疾病。

## 病因

### 藥物引起
有帕金森症候群的人當中，約有7%是因為藥物的副作用而造成的，主要是因為抗精神病药，特別是吩噻嗪（例如perphenazine及氯丙嗪）、噻噸（例如三氟噻噸及珠氯噻醇）及丁酰苯（例如氟哌啶醇），偶爾也有因為抗憂鬱藥物而造成。藥物引起帕金森症候群的盛行率會隨年齡而上昇。藥物引起的帕金森症候群一但出現，多半會維持原有的程度，不像帕金森氏症會漸漸惡化。

### 毒素
有發現殺蟲劑或除草劑暴露程度和帕金森氏症之間的關聯性。若暴露在百草枯或錳乃浦/鋅錳乃浦下，風險是原來的兩倍。
已證實慢性锰（Mn）暴露會造成類似帕金森症候群的疾病，其特徵是運動障礙，此症狀無法用典型的帕金森症治療方式來治療，因此推測除了典型黑质內多巴胺能損失外，包括有其他的致病途徑。锰會在基底核內累積，因此造成運動障礙有一種和SLC30A10基因（錳外流轉運蛋白，減少細胞內錳所必需的蛋白）有關的變異和這種類似帕金森症候群疾病有關。在這疾病中看不到帕金森氏症中典型的路易體。

## 診斷
許多疾病會造成帕金森症候群。
神經退化障礙及巴金森附加症候群
- 皮質基底核退化症（英语：corticobasal degeneration）[9]
- 路易氏體失智症[9]
- 額顳失智症（英语：Frontotemporal dementia）（匹克氏病）[10]
- 格斯特曼–斯特劳斯勒–申克综合征[9]
- 亨丁頓舞蹈症[9]
- Lytico-bodig症（英语：Lytico-bodig disease）（ALS complex of Guam）[9]
- 多系統萎縮（英语：Multiple system atrophy）（Shy–Drager症候群）[9]
- 神經吞噬作用（英语：Neuroacanthocytosis）[9]
- 神經元蠟樣脂褐質儲積症（英语：Neuronal ceroid lipofuscinosis）[9]
- 少腦橋小腦萎縮（英语：Olivopontocerebellar atrophy）[9]
- 泛酸鹽激活酵素關聯之神經退化性疾病（英语：Pantothenate kinase-associated neurodegeneration），也稱為具有腦部鐵質積聚的神經變性（neurodegeneration with brain iron accumulation）[9]
- 帕金突變（遺傳性青少年肌張力障礙）[9]
- 帕金森氏症[9]
- 帕金森氏症性失智症（英语：arkinson's disease dementia）[11]
- 進行性上眼神經核麻痺症[9]
- 肝豆狀核變性[9]
- X連鎖性肌張力障礙帕金森症（英语：X-linked dystonia parkinsonism）（Lubag症候群）[9]

藥物引發（偽帕金森症候群）
- 抗精神病药[9]
- 鋰[9]
- MDMA成癮且經常使用[12][13]
- 四苯那嗪（英语：Tetrabenazine）[9]

感染
- 克雅二氏病[9][14]
- 流行性腦炎[1]
- 人類免疫缺陷病毒感染及艾滋病[9][15]

毒素
- 番荔枝科[16]
- 一氧化碳[9]
- 二硫化碳[9]
- 氰化物[9]
- 乙醇[9]
- 己烷[17]
- 錳乃浦（英语：Maneb）/鋅錳乃浦（英语：Mancozeb）[5]
- 锰[9][6]
- 汞[9]
- 甲醇[9]
- MPTP[9][18]
- 百草枯[19][5]
- 魚藤酮[19]
- 甲苯[20]（吸入濫用（英语：inhalant abuse））[21]

創傷
- 慢性創傷性腦病變[9]

血管的
- Binswanger病（英语：Binswanger's disease）（皮質下白質腦病（英语：leukoencephalopathy））[9]
- 血管性痴呆（多發梗塞性）[9]

其他
- 腦幹受損（特別是黑質的多巴胺能核）[22][23]或是基底核（特別是蒼白球（英语：globus pallidus））[24]或丘脑的受損[25]
- 甲狀腺機能低下症[9]
- 站立性顫抖症[26]
- 腫瘤伴隨症候群：因為癌症產生的抗體引發的神經性症狀[27]
- 快速發作的肌張力障礙性帕金森病[28]
- 常染色體隱性遺傳性少年帕金森病[29]

### 原發性震顫
根據2018年的回顧性研究，還不確定帕金森症候群和原發性震顫是否有關。

## 外部連結
- GeneReviews/NIH/NCBI/UW entry on Perry syndrome
- GeneReviews/NCBI/NIH/UW entry on X-Linked Dystonia-Parkinsonism （页面存档备份，存于）